# Bartomeu Cots
Bartoumeu Cots (? Segle XV - ? Segle XV) fou un compositor català i mestre de cant de la Catedral de Girona entre 1472 i 1480.
Sota el Bisbat de Margarit es va impulsar de la Fundació de l'Estudi General de Girona i es va instaurar l'escola de cant de la catedral amb un nombre d'entre 6 i 8 escolans. D'aquesta època es conserven dades sobre la presència de Bartomeu Cots els anys 1472, 1474, 1476 i 1480. Tanmateix sembla probable que Bartomeu Cots fou el titular del magisteri entre 1472 i 1480.
El testimoni del talent compositiu de Bartomeu Cots es fa palès mitjançant la presència de quatre obres seves —tres a 3 v i una a 2 v— en un manuscrit miscel·lani d'origen català, el qual fou venut per un llibreter d'antic de Barcelona a Londres el 1930, i que mossèn Anglès va tenir l'oportunitat de microfilmar abans de la seva partença.
Igualment, de la seva obra s'ha conservat un Sanctus, un Benedictus a tres veus i el motet Improperium expectativ a quatre veus.